# Битва при Толбіаку
Битва при Толбіа́ку (фр. Bataille de Tolbiac, нім. Schlacht von Zülpich) — битва між військами ріпуарських франків під проводом Сігіберта Кульгавого, якому допомагали сили Салічних франків на чолі з Хлодвігом I, та алеманів. Датою бою традиційно вважається 496 рік, хоча деякі історики припускають, що події відбувались саме 506 року. Назву «Толбіак», як правило, приписують місту Цюльпіх, що знаходиться в межах федеративних земель Північної Рейн-Вестфалії сучасної Німеччини. Це близько 60 км східніше від теперішнього німецько-бельгійського кордону.
У результаті цієї битви франки отримали важку перемогу та встановили своє панування над алеманами.

## Передумови
Франки були двома сусідніми народами та найближчими союзниками: салічні франки, королем яких був Хлодвіг I, та ріпуарські франки, що мали столицю в Кельні, та королем яких був Сігіберт Кульгавий. Держава Сігіберта мала спільний кордон з алеманами, одним з германських племен. Постійні прикордонні інциденти, грабежі, набіги каральних загонів від алеманів постійно збільшувались і у 496 році король Сігіберт, очікуючи великого вторгнення на свої землі закликав Хлодвіга I прийти на військову допомогу. Той відгукнувся на заклик союзника та підняв прапори своєї армії. Прийнято вважати, що під час захисту Толбіака Сігіберт та його армія зазнала важких втрат. Усього було дві битви за Толбіак.

## Хід бою

Карта поля бою

Про цю битву залишилось небагато спогадів від істориків та літописців тих часів. Однак відомо, що ріпуарські франки самостійно програвали цей бій. Навіть з підтримкою Хлодвіга І обидва супротивники зазнали важких втрат на полі бою. Коли Хлодвіг побачив кількість убитих вояків його загонів та зрозумів, що бій починає виходити з-під контролю, він зі сльозами на очах звернувся до християнського Бога, в якого вірила його дружина Клотільда. Будучи при цьому язичником, король Франкської держави благав про допомогу та благословення на перемогу в битві.
Григорій Турський записав молитву Хлодвіга І в Главі II своєї «Історії франків» так:
«О Ісусе, до тебе, кого Клотільда сповідує сином Бога живого, до тебе, який, як говорять, допомагає стражденним та дарує перемогу уповаючим на тебе, зі смиренням прошу проявити славу могутності твоєї. Якщо ти даруєш мені перемогу над моїм ворогом і я випробую силу твою, яку випробував, як він стверджу, освячений твоїм іменем народ, увірую в тебе та хрещусь в ім'я твоє. Бо я закликав своїх богів на допомогу, але переконався, що вони не відповідають мені. Ось чому я вважаю, що не наділені ніякою силою боги, які не приходять на допомогу тим, хто їм поклоняється. Тебе тепер закликаю, в тебе хочу вірувати, тільки врятуй мене від супротивників моїх.»
І як тільки Хлодвіг промовив ці слова, алемани розвернулись та почали відступати. А побачивши смерть свого короля, вони здались Хлодвігу просячи про помилування. Тоді франки підкорили або вбили залишки алеманів.

## Наслідки

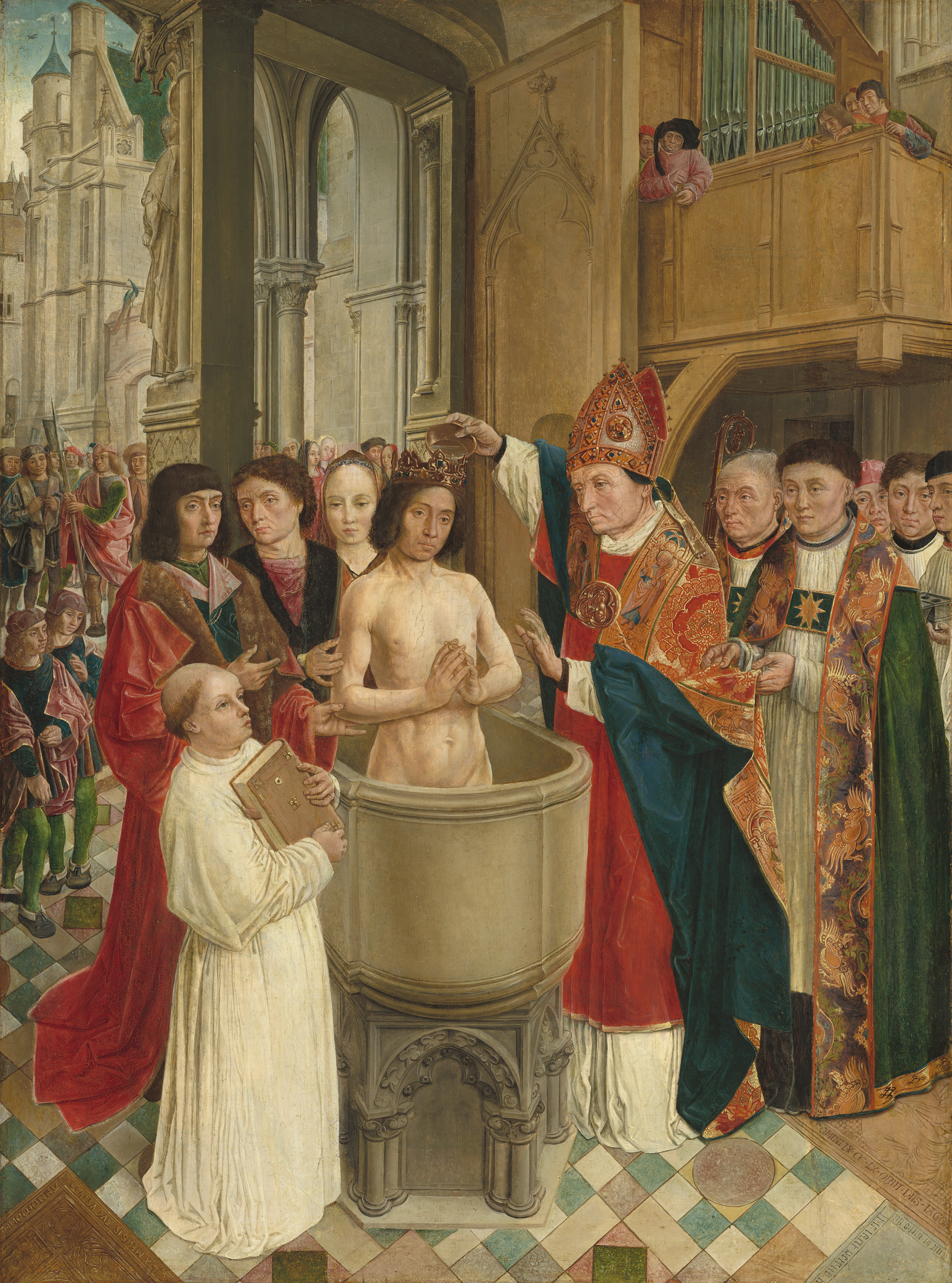
Картина «Хрещення Хлодвіга I» Майстра Святого Егідія

У ході битви франкам вдалось не тільки розгромити військо алеманів, а й вбити їхнього короля, ім'я якого залишилось невідомим. Вирішальне втручання загонів Хлодвіга І посилило його авторитет серед вояків ріпуарських франків. Битва при Толбіаку стала вже другим боєм Хлодвіга проти алеманів. Після неї вся північна частина алеманських земель опинилась під владою франків. Інша частина присягнула остготському королю Теодоріху Великому. Хлодвіг хоч і отримав досить помірну здобич від цього походу, але він допоміг своєму союзнику зберегти власні землі. Після цього він неодноразово спирався на підтримку Сігіберта під час завоювань французької частини королівства вестготів.
Наслідком вже третьої битви Хлодвіга І проти алеманів при Страсбурзі 506 року стало остаточне падіння Алеманської держави. Протягом 506—531 років її територія була приєднана до Франкського королівства як племінне герцогство.
Іншим наслідком, після того як король франків угледів допомогу християнського Бога в своїй перемозі, було неминуче звернення Хлодвіга в католицтво. Його в тому ж році хрестив реймський єпископ — Святий Ремігій. Король довго не міг наважитися на цей крок, тому що боявся нерозуміння власним народом зміни панівної релігії в державі, але наполегливість його дружини Клотільди, єпископа Ремігія та, згідно з переказами Григорія Турського, повною підтримкою католицтва франками, остаточно переконали Хлодвіга. Окатоличення франків спростило процес злиття їх в єдиний народ в межах нового королівства разом з галло-римлянами та іншими племенами. Крім того це дозволило укріпити відносини з сусідніми християнами та впливовим католицьким духовенством, а також дало змогу викорінити з країни аріанство, що вважалось єретицтвом.